# Церковь Иоанна Предтечи (Кандалакша)
Це́рковь Иоа́нна Предте́чи — православный храм в Кандалакше.
История храма началась в 1526 году, когда здесь в устье реки Нивы на её правом берегу был построен храм и освящён в честь Рождества Иоанна Предтечи. С этого места, которое сейчас называют «Нижняя Кандалакша», начинался город Кандалакша. Храм подвергали многочисленным перестройкам. В 1548 году при храме был построен Кандалакшский монастырь.
23 мая 1589 года храм, монастырь и крестьянские дворы были разграблены шведами, было убито 450 человек. Храм был отстроен в 1768—1801 годах на месте храма, пришедшего в негодность, и освящён в 1801 году. Храм простоял здесь до 1940 года, когда был закрыт в ходе антирелигиозных кампаний.
Новое здание церкви Рождества Иоанна Предтечи возведено недалеко от прежнего, исторического церковного места и освящено в 2005 году.